# Viver a Vida (curta-metragem)
Viver a Vida é um premiado curta-metragem brasileiro de 12 minutos, dirigido por Tata Amaral.
O curta recebeu no total 12 prêmios, inclusive no Festival de Brasília e no Festival de Gramado.

## Sinopse
Clemson é um office boy esperto, acostumado a economizar o dinheiro que recebe para fazer suas tarefas de táxi: com estes "extras" pode ir à danceterias, jogar fliperama, comprar tênis etc.
Viver a Vida conta o cotidiano deste "boy", repleto de filas, esperas, trambiques, música e gente.
O comportamento de Clemson acaba por refletir a atitude da maioria dos brasileiros que sempre encontram saídas pela tangente.

## Prêmios
Festival de Gramado 1991
- Melhor roteiro[2]

Festival de Brasília 1991
- Melhor ator[2]
- Melhor diretor[2]
- Melhor filme - júri popular[2]
- Melhor som[2]

Jornada Internacional de Cinema da Bahia 1991
- Melhor diretor[2]
- Melhor edição[2]
- Melhor filme[2]

Festival de Cinema do Maranhão 1992
- Melhor edição[2]
- Melhor filme[2]
- Melhor fotografia[2]
- Melhor trilha sonora adaptada[2]

## Participação nos festivais
- Festival Du Coutr Métrage - França/Clermont-Férrand/92
- 20º Festival de Cine - Espanha/Huesca/92
- No Budget Film Festival - Alemanha/Hamburgo/92
- Festival Du Cinéma Internacional - Canadá/Habitibi Témiscamingue/92
- Festival Internacional de Cine Latino Americano - Cuba/Havana/92